# Les Lionceaux (film, 1960)
Pour les articles homonymes, voir Les Lionceaux.
Pour plus de détails, voir Fiche technique et Distribution.
Les Lionceaux est un film français réalisé par Jacques Bourdon et sorti en 1960.

## Synopsis
Blanche, directrice d'une maison de couture, donne un chèque à Patrice afin qu'il renonce à épouser sa fille Juliette, qu'elle jette dans les bras de Vincent. Parti sur la Côte d'Azur, Patrice rencontre la fille d'un important producteur de parfums, Caroline, avec laquelle il fait des projets pour leur avenir commun. Leur situation devient plus délicate lorsque Juliette et Vincent le retrouvent par hasard lors d'un déplacement dans la région.

## Fiche technique
- Titre : Les Lionceaux
- Réalisation : Jacques Bourdon
- Scénario : Jacques Bourdon, René Masson et Henri Grangé d'après le roman de Michel Lebrun[1]
- Dialogues : Jean-Louis Roncoroni, René Masson, Henri Grangé
- Photographie : Robert Lefebvre
- Son : Julien Coutellier
- Décors : Paul-Louis Boutié
- Musique : Billy Nencioli
- Montage : Charles Bretoneiche
- Photographe de plateau : Léo Mirkine
- Société de production : Estela Films
- Pays de production :  France
- Genre : drame
- Format : Noir et blanc
- Durée : 88 minutes
- Date de sortie : France - 27 avril 1960

## Distribution
- Jean Sorel : Patrice
- Anna Gaylor : Juliette
- Michèle Grellier : Caroline
- Roland Rodier : Vincent
- Suzy Prim : Blanche
- Jean Deschamps
- Jacqueline Marbaux